# Days (Tananai)
Days è un singolo del cantautore italiano Tananai (accreditato come Not for Us), pubblicato il 25 maggio 2017 come quarto estratto dal primo album in studio To Discover and Forget.

## Descrizione
Il brano ha avuto la partecipazione vocale della cantante Jamie Sung, il quale ha collaborato alla composizione insieme al cantautore, il quale ha curato la produzione.

## Tracce
Testi e musiche di Alberto Cotta Ramusino e Jamie Sung.
1. Days (feat. Ben Alessi) – 2:58